# 中层方言
中层方言（mesolect）是一种介于权威的上层方言和非正式性的下层方言之间的口头语言。不同于上层方言的是，中层方言是最广泛被运用的方言形式，普遍的被中产阶级使用。
- Urban Jamaican creole: variation in the mesolect （页面存档备份，存于）